# Renault (cognac)

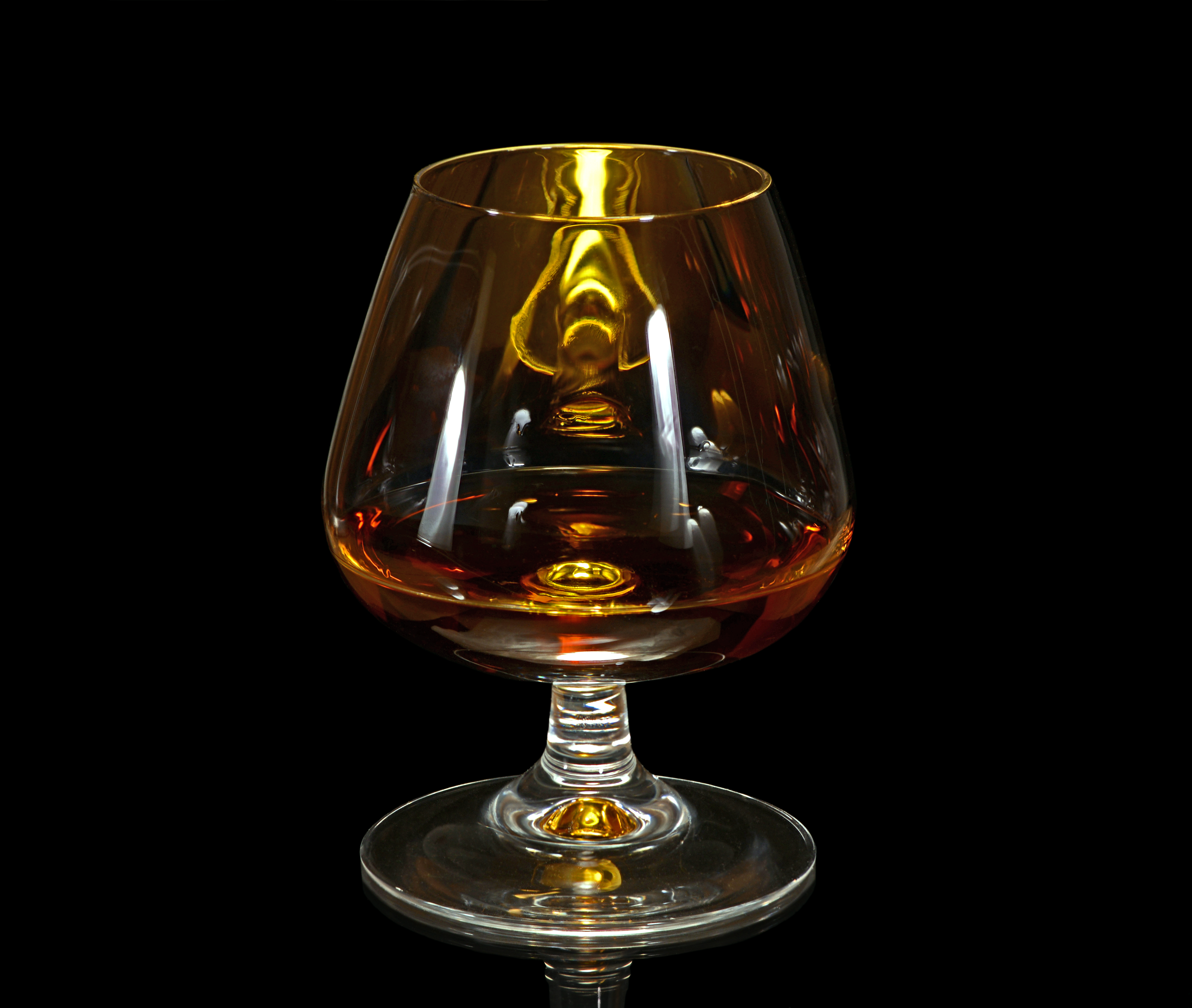
Cognac

Renault (franskt uttal: [ʁəno]) en tillverkare av Cognac. Bolaget grundades 1835 av Jean-Antonin Renault i samhället Cognac, Charente.
Castillon och Bisquit Dubouché har gått upp i företaget som nu har säte i Rouillac, Charente, ett samhälle nära Château de Lignères. 2010 köpte finska Altia märket Renault.
En välkänd produkt på den internationella marknaden är "Renault Carte Noir", i Sverige populärt kallad "Svart Renault".